# Melkfabriekbrug
De Melkfabriekbrug (brug 1900) is een  vaste brug in Amsterdam-Centrum.
De brug werd rond 1949 neergelegd voor de N.V. Amsterdamse Melkinrichting O.V.v.V. Ze had aan de onbewoonde kant van de Lijnbaansgracht (lees de kant van de Marnixstraat) een melkfabriek staan, aan de andere kant waren er de kantoren, laboratoria, spoelruimtes en pakhuizen (voorheen van suikerfabriek De Granaatappel). Om het personeel van de ene naar de andere kant te kunnen laten lopen was een overloop geconstrueerd. Deze verdween, het personeel zou dan moeten omlopen om de Stadsschouwburg en daarom kwam deze brug om de weg te bekorten. Het was een zilverkleurige ophaalbrug uit Wolvega die die dienst zou verlenen. De directeur van de fabriek had haar zelf naar Amsterdam “gehaald”. Schepen met aan- en af te melk konden toen nog aanleggen voorbij de brug tot aan die Stadsschouwburg. In 1969 verdween hier de melkfabriek, de pakhuizen werden omgebouwd tot muziektempel Melkweg en sindsdien dient te brug als toegang tot dat zalencomplex. 
Na 1969 is de situatie rondom dit stukje Lijnbaansgracht geheel gewijzigd. Tweedederde van de panden werd gesloopt en vervangen door een politiebureau (1975-1977) en bioscopencomplex Cinecenter (geopend in 1979). Bovendien breidde de Stadsschouwburg naar achteren uit en begin 21e eeuw kwam hier de Rabozaal, een nieuwe concertzaal. De brug is dan echt als brug doelloos en onbeweegbaar en alleen de naam Melkfabriekbrug verwijst nog naar waar ze ooit voor diende. Even ten zuiden van de brug duikt de Lijnbaansgracht via een duiker onder de Stadsschouwburg en vervolgens het Kleine-Gartmanplantsoen door om vervolgens bij brug 198 pas weer zichtbaar te worden. 

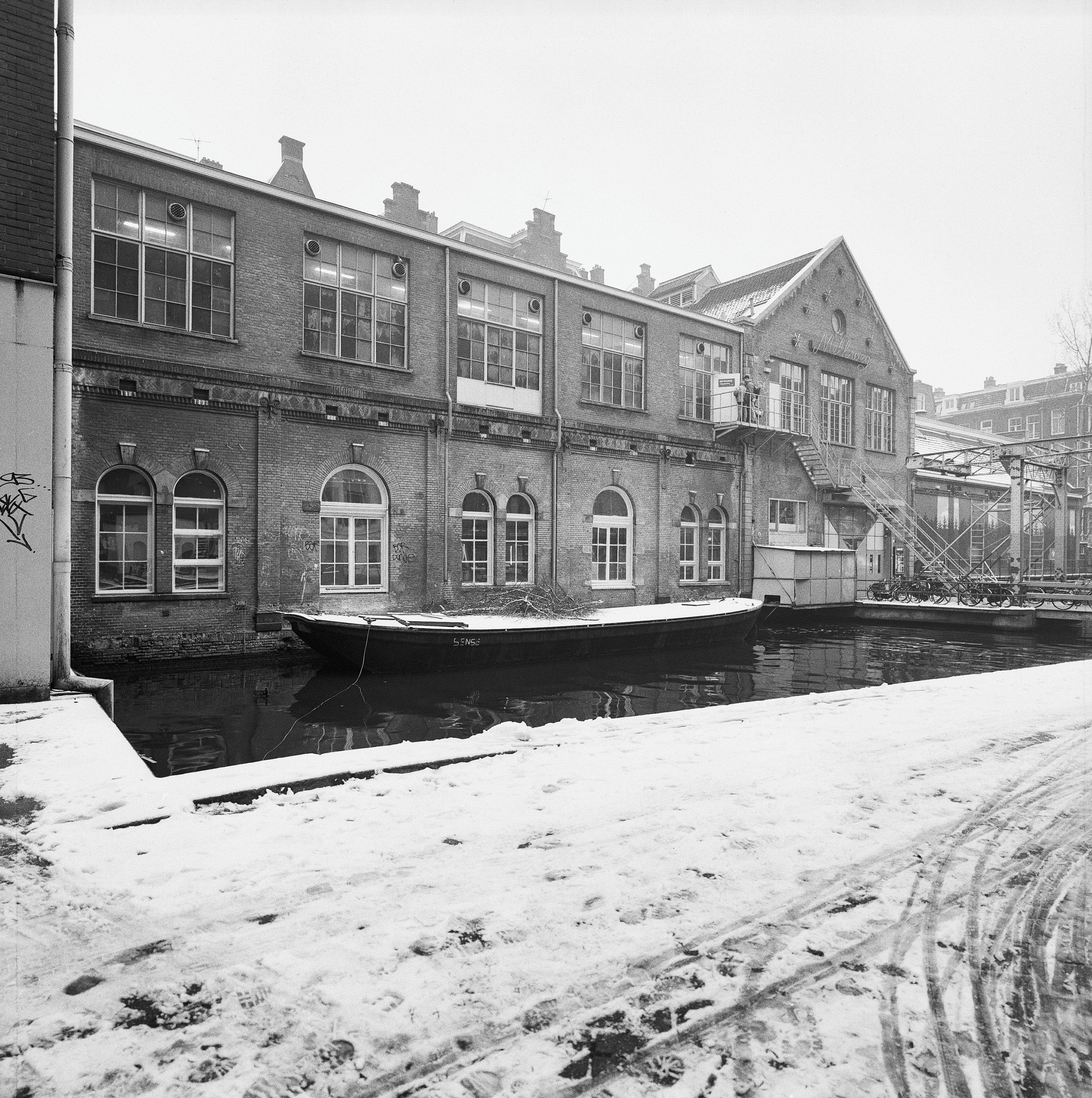
De brug vanuit het zuiden in 1993 met nog een schip in ongebruikt gedeelte van de Lijnbaansgracht

<<< · 1900 · 1901 · 1902 · 1904 · 1906 · 1907 · 1908 · 1909 · 1910 · 1911 · 1913 · 1914 · 1915 · 1916 · 1917 · 1919 · 1920 · 1922 · 1923 · 1925 · 1927 · 1929 · 1930 · 1931 · 1932 · 1933 · 1935 · 1936 · 1937 · 1938 · 1939 · 1940 · 1941 · 1942 · 1944 · 1945 · 1946 · 1947 · 1948 · 1949 · 1950 · 1951 · 1952 · 1953 · 1954 · 1955 · 1956 · 1957 · 1958 · 1959 · 1960 · 1961 · 1962 · 1963 · 1964 · 1965 · 1966 · 1967 · 1968 · 1969 · 1970 · 1971 · 1972 · 1973 · 1974 · 1975 · 1976 · 1977 · 1978 · 1979 · 1980 · 1981 · 1982 · 1983 · 1984 · 1985 · 1986 · 1987 · 1988 · 1989 · 1990 · 1991 · 1992 · 1993 · 1994 · 1995 · 1996 · 1997 · 1998 · 1999 · >>>
Brugnummers 1903, 1905, 1912, 1918, 1921, 1924, 1926, 1928, 1934, 1943 zijn niet (meer) in gebruik (januari 2021)